# Crocidura panayensis
Crocidura panayensis (білозубка панайська) — дрібний ссавець, вид роду білозубка (Crocidura) родини мідицеві (Soricidae) ряду мідицеподібні (Soriciformes).

## Опис
Середнього розміру, голова й тіло довжиною 65–74 мм, хвіст 81–94 % від довжини голови й тіла. Голова довга й загострена, з численними вібрисами до 22 мм в довжину. Спинна шерсть чорнувато-коричнева, поступово переходить у тьмяно-коричневе на череві. Волосся тіла досить рівномірно забарвлене від основи до кінчика. Хвіст тьмяного кольору, як і тіло, нижня частина лише трохи блідіша.

## Поширення
Населяє Філіппіни. Відомо, що C. panayensis зустрічається в первинних лісах. Відомо, що він населяє райони з висотою 450–480 метрів.